# Dakota (skamieniałość)

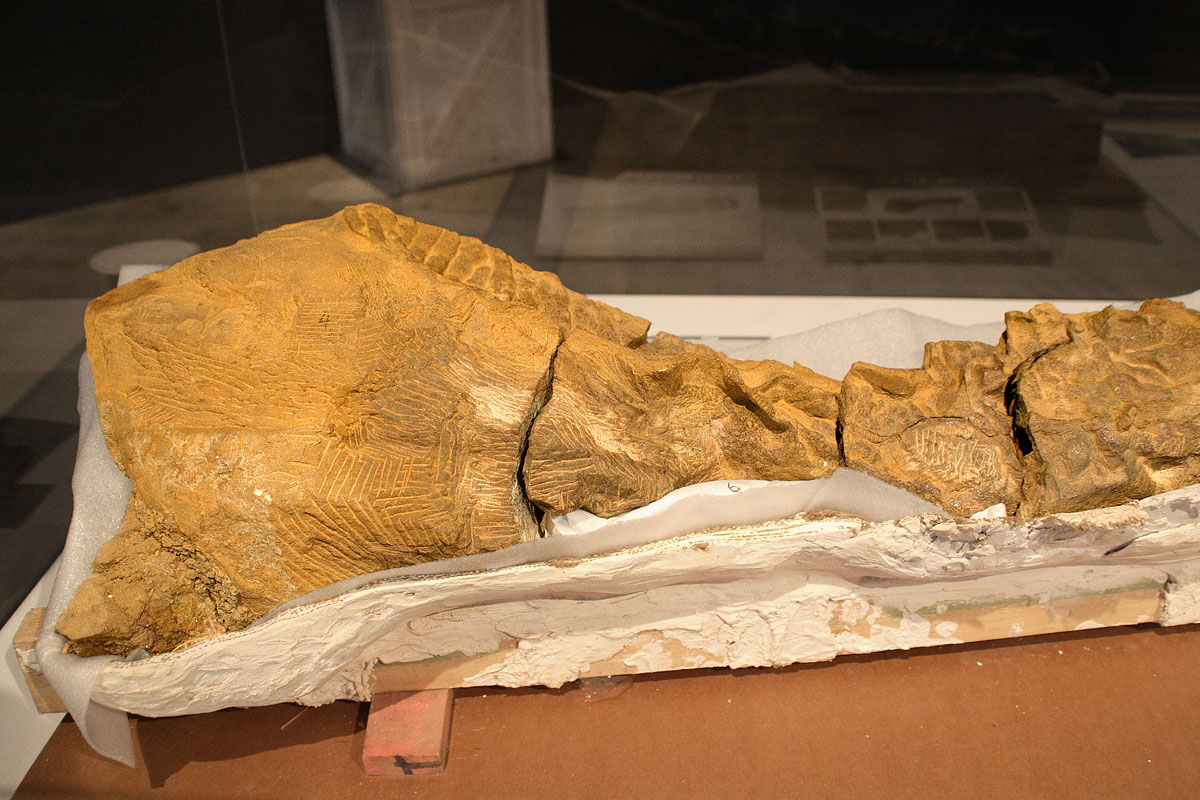
Fragment skamieniałości

Dakota – nazwa nadana skamieniałemu edmontozaurowi znalezionemu w formacji Hell Creek w Dakocie Północnej. Jest ona datowana na około 67 milionów lat (mastrycht) i ma ok. 11 m długości i 3,5 t wagi. Jest to cenne i rzadkie znalezisko, ze względu na zachowane tkanki miękkie, w tym skórę i mięśnie. Daje to badaczom możliwość bliższego przebadania anatomii edmontozaura. Oględziny tej skamieliny wykazały, że hadrozaury miały cięższe ogony i potrafiły biegać szybciej, niż wcześniej przypuszczano.

## Stan zachowania
Skamieniałości takie jak „Dakota” są niezwykle rzadkie i do ich powstania dochodzi tylko w wyjątkowych okolicznościach. Padlina musi uniknąć padlinożerców i zostać zmineralizowana przez rozkładem. Musi też podobnie jak wszelkie inne skamieliny uniknąć zniszczenia w ciągu milionów lat przez czynniki takie jak wiatr czy zmiany temperatury.
"Dakota" została rozsławiona jako "mumia", jednak w rzeczywistości to tkanki miękkie, które podczas fosylizacji skamieniały. Inne bardziej znane mumie zostały nazwane "Trachodon" i "Leonardo". Obok Dakoty znaleziono sfozylizowaną łapę krokodyla, który najprawdopodobniej pożywiał się zwłokami edmontozaura. Została ona rozsławiona jako „dłoń zagłady”.

## Odkrycie i badania
"Dakota" została odkryta przez Tylera Lysona – 17-letniego studenta paleontologii w położonej w Dakocie Północnej posiadłości jego rodziny. Została ona zakupiona w 1999, kiedy Lyson był uczniem szkoły średniej, ale po raz pierwszy zbadał ją dokładnie w poszukiwaniu skamielin w 2004 po znalezieniu "Dakoty". Lyson skontaktował się z brytyjskim paleontologiem Phillipem Manningiem i latem 2006 odkopano ową skamielinę. Zespół Manninga użył największego w USA tomografu położonego w Kalifornii w celu zbadania tej skamieliny. Został on udostępniony przez NASA i przedsiębiorstwo Boeing Company. Jednak skamielina owa jest tak gruba, że jej przeskanowanie trwało by kilka miesięcy. Ustalano również, że edmontozaur mógł biec z prędkością 45 km/h czyli szybciej niż tyranozaur mogący biec, jak się szacuje, maksymalnie z prędkością 32 km/h.
Bill Sellers – biolog z Uniwersytetu w Manchesterze ustalił również, że edmontozaur w czasie biegu poruszał się z głową przy ziemi, a jego kończyny przednie dotykały niemal gruntu. Skóra zachowała swoją fakturę. Wprawdzie nie udało się ustalić ubarwienia edmontozaura, ale stwierdzono obecność pasków w okolicach ramion. Cześć ogonowa edmontozaura okazała się 1/4 większa niż do tej pory sądzono. Badacze oczekują znalezienia kompletnych białek w tej skamielinie.